# Галузиці (округ Нове Место-над-Вагом)
Галузиці (словац. Haluzice) — село, громада округу Нове Место-над-Вагом, Тренчинський край. Кадастрова площа громади — 3.84 км².
Населення 79 осіб (станом на 31 грудня 2020 року).

## Історія
Галузиці згадується 1398 року.

## Географія
Неподалік розташована Галузицька ущелина.

## Населення
| Рік:            | 1994. | 2004.    | 2014.    | 2024.    |
| --------------- | ----- | -------- | -------- | -------- |
| Кількість осіб: | 77    | 55       | 68       | 94       |
| Різниця:        |       | -28,57 % | +23,63 % | +38,23 % |

| Рік:            | 2023. | 2024.   |
| --------------- | ----- | ------- |
| Кількість осіб: | 95    | 94      |
| Різниця:        |       | -1,05 % |